# Buisine (musique)
Pour les articles homonymes, voir Buisine.

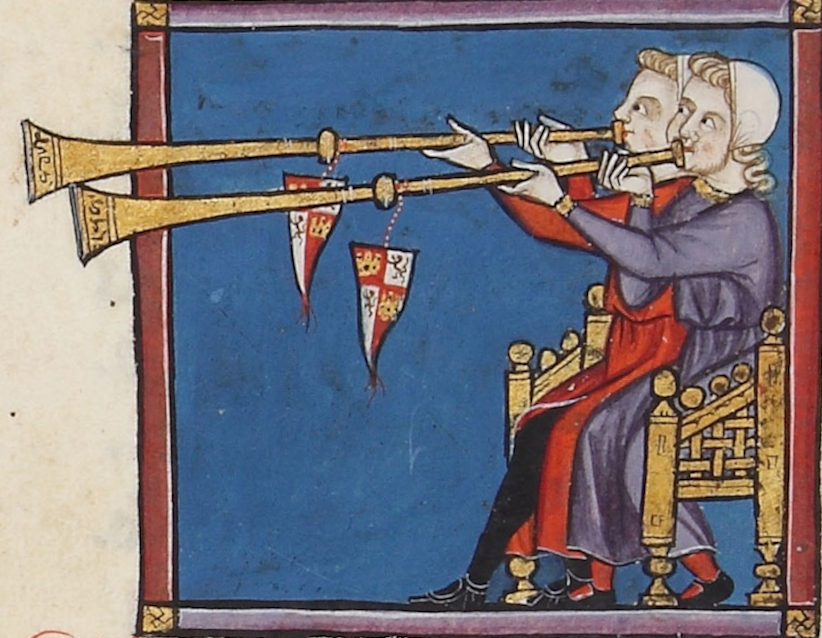
Deux joueurs de buisine (enluminure des Cantigas de Santa María, 2ème moitié du XIIIe siècle).

La  buisine, ou bucine, busine, buccina, est un instrument de musique typiquement médiéval de la famille des cuivres. D'apparence globalement similaire à une trompette de cavalerie moderne, cet instrument est caractérisé par un fût long et étroit pouvant mesurer jusqu'à deux mètres de long, sans pavillon. Elle apparait pour la première fois dans les enluminures au XIIe siècle, en particulier comme instrument privilégié des anges.
Cet instrument est l'ancêtre commun de la trompette et du trombone. Son nom est issu du buccin ou de la buccina, les trompettes romaines qui ont la particularité d'être retournées. Son nom est passé à l'allemand sous la forme de Posaune, déformation due à l'accent rhénan, qui désigne aujourd'hui dans cette langue le trombone, mais continue aussi de désigner les trompettes des anges dans les traductions de la Bible utilisées dans les différentes liturgies chrétiennes.

### Sources
1. ↑  Encyclopédie des instruments de musique, Alexandre Büchner, éditions Gründ, p. 67, 1980